# 时代报告剧
时代报告剧是中国大陸特有的針對电视剧的歸类術語，提出於該国广播电视总局电视剧司在2020年2月的电视剧创作会议，被當局用以指涉“以较快速度创作、以真实故事为原型、以纪实风格为特色的电视剧作品”，类似于报告文学的电视剧版本。

## 特点
时代报告剧往往由有关部门规划选题和组织协调，围绕重大宣传期和宣传节点（如中華人民共和國國慶、中共党代会等）进行，宣稱围绕一个展现时代精神的主题（如精准扶贫、抗击2019冠狀病毒病等），以真人真事为基础进行艺术加工，以单元剧形式展开，需要多组主创团队同步联合创作完成。制作班底集结境内现有的一线导演、编剧、演员，为追求时效，制作周期相对较短，从立项到播出一般只有几个月的时间。首部按此模式制作的时代报告剧为《在一起》。

## 作品
- 《最美逆行者》
- 《在一起》
- 《石头开花》
- 《我们的新时代》
- 《功勋》
- 《脱贫先锋》
- 《我们这十年》